# Ciudad de 15 minutos

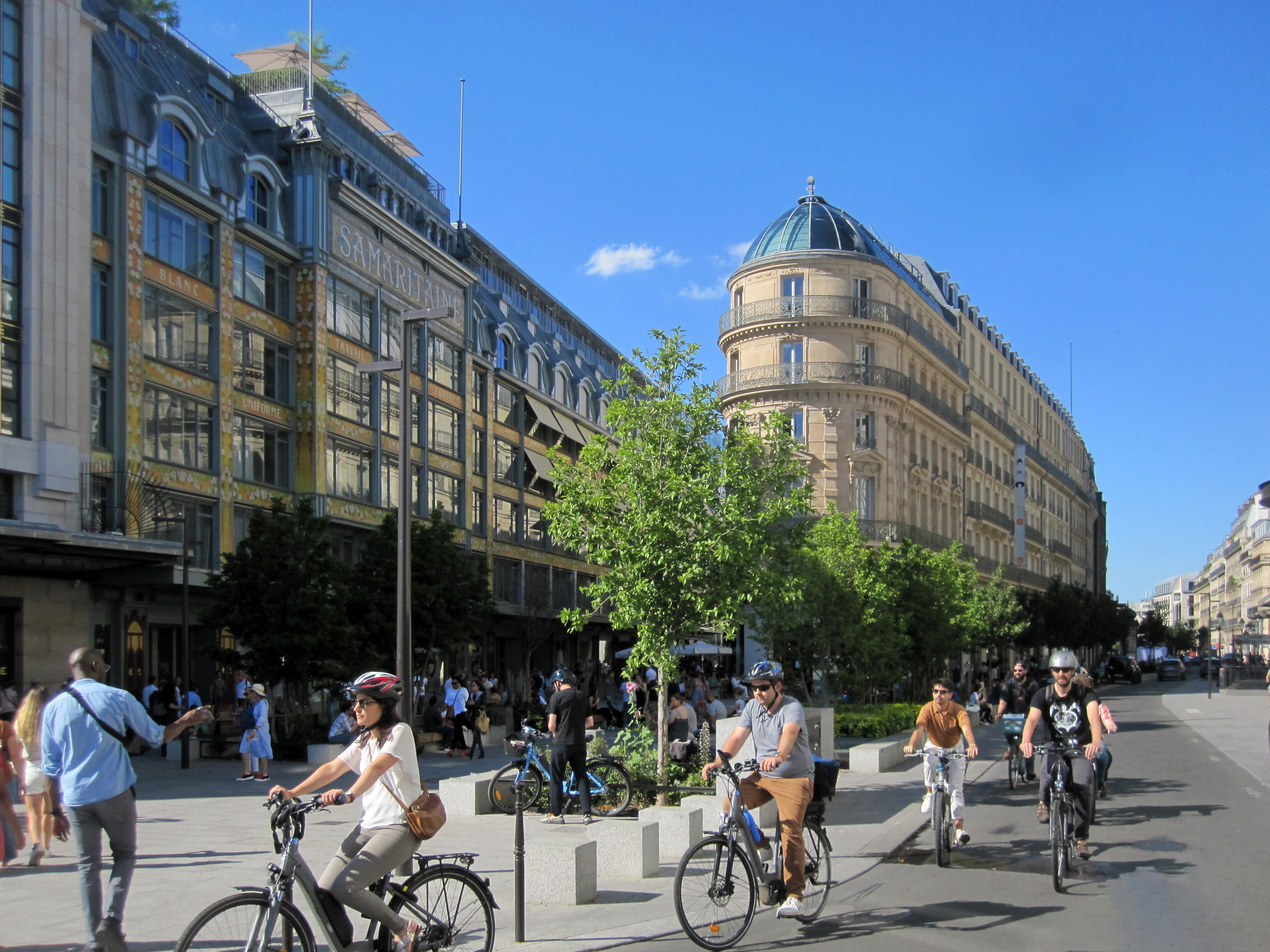
Gente caminando y en bicicleta en París, Francia. El concepto de ciudades de 15 minutos ganó fuerza después de ser defendido por la alcaldesa de París, Anne Hidalgo.

La ciudad de los 15 minutos o ciudad del cuarto de hora es un concepto de planeamiento urbanístico que propone que la mayoría de las necesidades y servicios de los ciudadanos (como el trabajo, la compra, la educación, los centros de salud o el ocio) deberían estar a distancias caminables o en bicicleta menores a 15 minutos desde cualquier punto de la ciudad. El término fue creado por Carlos Moreno y popularizado por la alcaldesa de París, Anne Hidalgo. En 15 minutos a pie o en bicicleta de su casa, los habitantes de la ciudad pueden tener acceso a la mayoría de sus necesidades esenciales. y se ha descrito como un «regreso a un modo de vida local». El concepto de la ciudad en 15 minutos se basa en los trabajos anteriores del planificador estadounidense Clarence Perry, en la década de 1900, sobre el papel del vecindario». Una defensora más conocida fue Jane Jacobs, quien lo relata en su libro La muerte y la vida de las grandes ciudades estadounidenses. El científico franco-colombiano Carlos Moreno ha dado un nuevo impulso y contenido al concepto. La crisis de la pandemia de COVID-19 ha acelerado el deseo de vivir en ciudades, pueblos y barrios funcionales y a tamaño humano. Esta propuesta urbana la adoptó, en mayo de 2020, el Grupo de Liderazgo Climático C40, en respuesta a la crisis climática y a los efectos urbanos de la crisis de la pandemia de COVID-19.
La ciudad de los 15 minutos es una visión de ciudad policéntrica, donde la densidad permite una masa crítica y le da sentido a la proximidad de vida y a su intensidad social. Es una ciudad donde los habitantes pueden responder a sus necesidades organizadas en seis categorías: vivir, trabajar, abastecerse, cuidarse,  educarse, descansar. Está guiada por tres ideas mayores: (1) El crono-urbanismo, para dar un nuevo ritmo a la ciudad; (2) la cronotopía, para dar diferentes funciones a un lugar dependiente de la temporalidad, y (3) la topofilia, literalmente «el amor del lugar», para reforzar el apego de la gente a su barrio. Con respecto a esta última idea, Yi-Fu Tuan considera que existen dos formas de entender la relación de los espacios con sus habitantes, la topofilia y el civitio. La primera es el sentimiento de pertenencia a un lugar o territorio y la segunda es el sentimiento de identidad comunitaria. Ambos conceptos suelen presentarse tan unidos que pueden confundirse, pero uno es geográfico y el otro social.